# Hedwig Delpy

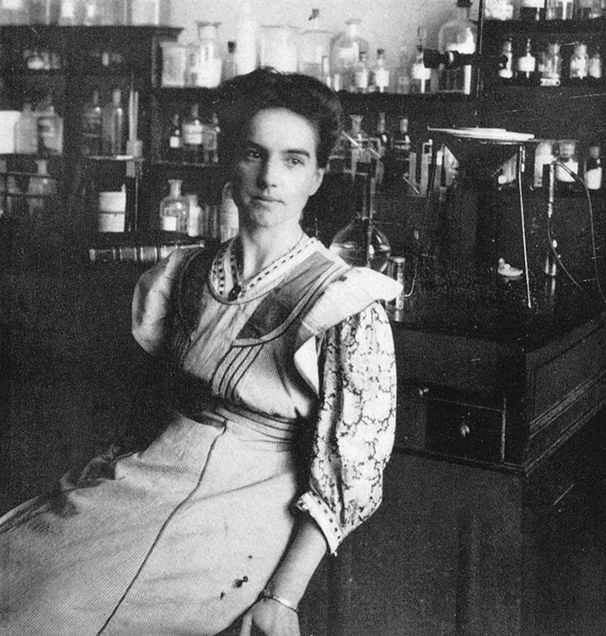
Hedwig Delpy (1910)

Hedwig Delpy, ab 1914 Hedwig Nipkow-Delpy (* 24. Juli 1881 in Zürich; † 24. März 1967 ebenda) war eine Schweizer Apothekerin und die erste Frau, die an der Eidgenössischen Technischen Hochschule (ETH Zürich) promoviert wurde.

## Leben und Wirken
Beide Eltern Delpys waren Musikpädagogen. Sie hatte zwei jüngere Brüder, die an der ETH Zürich, damals Polytechnikum genannt, Chemie studierten. Von 1888 bis 1897 besuchte sie die Volksschule in Hottingen-Zürich und von 1897 bis 1901 als Maturandin das Lehrerinnenseminar in Zürich. Im Frühjahr 1901 bestand sie die eidgenössische Maturität in Basel. Ab Herbst 1901 arbeitete sie als Praktikantin in einer Apotheke in Zürich, und im September 1903 bestand sie dort das Apotheken-Gehilfenexamen. Das obligatorische Apotheken-Gehilfenjahr leistete sie anschliessend in Zürich und in Glarus ab.
Im Oktober 1904 begann sie ein Studium der Pharmazie an der ETH Zürich und bestand 1906 das eidgenössische Staatsexamen als erste Apothekerin an der ETH, nach Clara Winnicki als zweite der ganzen Schweiz. Im Lebenslauf, den sie 1910 ihrer Dissertation anhängte, erwähnte sie von ihren Zürcher Lehrern besonders Friedrich Wilhelm Foerster (Philosophie), Ulrich Grubenmann (Mineralogie), Carl Hartwich (Pharmazie), Jakob Heierli (Urgeschichte), Albert Heim (Geologie), Paul Jaccard (Botanik), Martin Rikli (Botanik), Carl Schroeter (Botanik), Alfred Stern (Geschichte), Frederic Pearson Treadwell (Chemie) und Richard Willstätter (Chemie). Von Herbst 1907 bis Herbst 1909 arbeitete Delpy unter der Leitung des Pharmazeuten Carl Hartwich an ihrer Dissertation über die pharmazeutische Verwendung von Lippenblütlern. Die Pharmazie war organisatorisch zunächst der chemischen Abteilung der Hochschule zugeteilt und wurde 1908 eine eigene Abteilung. Zugleich damit erhielt sie das Recht auf Promotionen. Bereits ein Jahr später wurde Hedwig Delpy als erste Frau an dieser Hochschule promoviert. Ihre Dissertation wurde zunächst in wöchentlichen Fortsetzungen vom 21. Mai bis 24. September 1910 in der Zeitschrift des Allgemeinen Österreichischen Apotheker-Vereines in Wien veröffentlicht. Im Spätherbst 1910 erfolgte die Drucklegung der Pflichtexemplare der kompletten Arbeit und Delpy wurde die Doktorurkunde ausgehändigt.
Ab Sommersemester 1910 betreute Delpy an der ETH Zürich als Assistentin von Carl Hartwich drei Kurse:
- zwölf Stunden pro Woche ein «Pharmazeutisches Praktikum»
- täglich die «Chemische Untersuchung von Nahrungs- und Genussmitteln»
- täglich «Pharmakognostische Übungen für Vorgerückte»

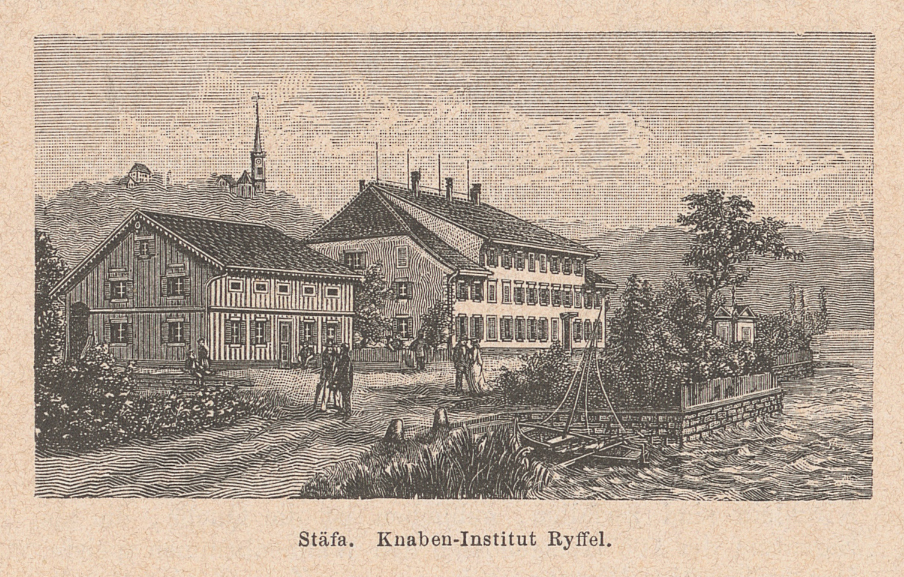
Stäfa. Institut Ryffel. Zwischen 1870 und 1890

An diesen Kursen nahm auch ein Jugendfreund Delpys, der Apothekersohn Fritz Nipkow teil. Die beiden hatten sich schon als Kinder in Stäfa zuweilen gesehen und zusammen gespielt. In Stäfa weilte Hedwig Delpy oft in den Ferien im Haus ihres Grossvaters Hans Heinrich Ryffel, des Gründers und Leiters des «Knaben-Institut-Ryffel». In diesem Institut hatte Fritz Nipkow seine Mittelschulausbildung erhalten. Auf das Ende des Wintersemesters 1912 kündigte Delpy ihre Assistentenstelle an der ETH Zürich wegen «bevorstehender Verheiratung» mit diesem Jugendfreund Fritz Nipkow.
Von seinem Vater war Fritz Nipkow als Nachfolger in dessen Apotheke in Stäfa vorgesehen. Die Eheleute Nipkow-Delpy eröffneten jedoch eine eigene Apotheke an der Winkelriedstrasse in Zürich-Oberstrass. Das Paar hatte eine Tochter und drei Söhne. Der älteste Sohn Gustav Nipkow studierte Pharmazie und war als Nachfolger für die Winkelried-Apotheke vorgesehen. Er verunglückte jedoch im Juni 1942 bei einem Militärunfall tödlich. Sein Bruder Fritz Nipkow jun., der bereits ein Jura-Studium begonnen hatte, wechselte daraufhin zur Pharmazie und trat 1949 nach bestandenem Staatsexamen in die Winkelried-Apotheke ein, die er 1954 übernahm.

## Schriften
- Beiträge zur Kenntnis pharmazeutisch verwendeter Labiaten. Dissertation ETH Zürich 1909. (Digitalisat)
  - Veröffentlichung. In: Allgemeiner österreichischer Apothekerverein (Hrsg.): Österreichische Jahreshefte für Pharmacie und verwandte Wissenszweige. Nr. 11. Wien 1910, S. 14–108 (online [abgerufen am 13. Juni 2022]).

## Rezeption
Mit dem Thema: «Wir haben Platz genommen!» Frauen an der ETH Zürich – von den Anfängen bis heute  werden von der Universität die historische Entwicklung der Frauenanteils im Studienbetrieb der Schweiz und die sozialgeschichtlichen Begleiterscheinungen dargestellt, wobei frühen Studentinnen wie Hedwig Delpy ein besonderer Stellenwert zugemessen wird.